# Otoniela
Genre
Otoniela est un genre d'araignées aranéomorphes de la famille des Anyphaenidae.

## Distribution
Les espèces de ce genre se rencontrent en Amérique du Sud.

## Liste des espèces
Selon World Spider Catalog (version 25.0, 11/02/2024) :
- Otoniela adisi Brescovit, 1997
- Otoniela aparecida Oliveira, Alvarenga & Brescovit, 2023
- Otoniela chica Oliveira, Alvarenga & Brescovit, 2023
- Otoniela duovizinhensis Oliveira, Alvarenga & Brescovit, 2023
- Otoniela lupercioi Oliveira, Alvarenga & Brescovit, 2023
- Otoniela negrinho Oliveira, Alvarenga & Brescovit, 2023
- Otoniela quadrivittata (Simon, 1897)
- Otoniela tigre Oliveira, Alvarenga & Brescovit, 2023

## Systématique et taxinomie
Ce genre a été décrit par Brescovit en 1997 dans les Anyphaenidae.

## Publication originale
- Brescovit, 1997 : « Revisão de Anyphaeninae Bertkau a nivel de gêneros na região Neotropical (Araneae, Anyphaenidae). » Revista Brasileira de Zoologia, vol. 13, suppl. 1, p. 1-187 (texte intégral).